# 헬륨 동위 원소
헬륨(He)은 아홉 종류의 동위 원소가 알려져 있으며, 이 중에서 헬륨-3(3He)과 헬륨-4(4He)만이 안정 동위 원소이다. 다른 방사성 동위 원소는 모두 짧은 수명을 가지며, 그 중 6He이 반감기 806.7 밀리초로 가장 길다.
지구 대기 중에는 4He 원자 백만개 당 3He 원자 하나의 비율로 존재한다. 지각의 암석에서의 구성비는 장소에 따라 열배까지 차이가 나기도 한다.
헬륨의 평균 원자 질량은 4.002602(2) u이다.

## 표
| 핵종 기호 | Z(p) | N(n) | 동위 원소 질량 (u)  | 반감기                         | 붕괴 방식           | 붕괴 생성물 | 핵 스핀 | 자연 존재비 (몰 분율) | 존재 비율의 변동 범위 (몰 분율) |
| --------- | ---- | ---- | ------------------- | ------------------------------ | ------------------- | ----------- | ------- | --------------------- | ------------------------------- |
| 2He       | 2    | 0    | 2.015894(2)         | ≪ 1ns                          | p (>99.99%)         | 2 1H        | 0+#     |                       |                                 |
| 2He       | 2    | 0    | 2.015894(2)         | ≪ 1ns                          | β+ (<0.01%)         | 2H          | 0+#     |                       |                                 |
| 3He       | 2    | 1    | 3.016029321967(60)  | 안정                           | 안정                | 안정        | 1/2+    | 0.000002(2)           | [4.6×10−10,0.000041]            |
| 4He       | 2    | 2    | 4.002603254130(158) | 안정                           | 안정                | 안정        | 0+      | 0.999998(2)           | [0.999959,1.000000]             |
| 5He       | 2    | 3    | 5.012057(21)        | 6.02(22)×10−22s [758(28) keV]  | n                   | 4He         | 3/2-    |                       |                                 |
| 6He       | 2    | 4    | 6.018885889(57)     | 806.92(24) ms                  | β-(99.999722(18)%)  | 6Li         | 0+      |                       |                                 |
| 6He       | 2    | 4    | 6.018885889(57)     | 806.92(24) ms                  | β-d (0.000278(18)%) | 4He,2H      | 0+      |                       |                                 |
| 7He       | 2    | 5    | 7.027991(8)         | 2.51(7)×10−21s [182(5) keV]    | n                   | 6He         | (3/2)-  |                       |                                 |
| 8He       | 2    | 6    | 8.033934388(95)     | 119.5(1.5) ms                  | β- (83.1(1.0)%)     | 8Li         | 0+      |                       |                                 |
| 8He       | 2    | 6    | 8.033934388(95)     | 119.5(1.5) ms                  | β-n (16(1)%)        | 7Li         | 0+      |                       |                                 |
| 8He       | 2    | 6    | 8.033934388(95)     | 119.5(1.5) ms                  | β-t(0.9(1)%)        | 5He, 3H     | 0+      |                       |                                 |
| 9He       | 2    | 7    | 9.043946(50)        | 2.5(2.3)×10−21s                | n                   | 8He         | 1/2(+)  |                       |                                 |
| 10He      | 2    | 8    | 10.05281531(10)     | 2.60(40)×10−22s [1.76(27) MeV] | 2n                  | 8He         | 0+      |                       |                                 |

1. ↑  굵은 글꼴은 안정 동위 원소
2. ↑  양성자-양성자 연쇄 반응의 중간 생성물
3. 1 2  빅뱅 핵합성의 생성물
4. ↑  3He와 1H만이 중성자보다 양성자가 많은 안정 동위 원소이다.
5. ↑  2 개의 할로 중성자를 가지고 있다.
6. ↑  4 개의 할로 중성자를 가지고 있다.

### 참고
- 동위 원소 구성비는 공기 중을 기준으로 한다.
- #은 직접 측정된 것이 아니라 자연계의 법칙에서 나온 것이다.
- 약세 표시는 괄호로 표시되어 있다.

## 헬륨-2
헬륨-2(He-2)는 양성자가 두 개이고 중성자가 없는 헬륨을 말한다. 이것을 이양성자라고도 한다.
헬륨-2는 18-Ne 가 16-O 로 붕괴하는 과정에서 발견되었다(18-Ne -> 16-O + 2-He).
그리고 He-6을 He-2를 대상으로 충돌시키는 실험이 있었다. He-2는 이중성자로 빠르게 변해 He-8이 생성되었다.
| 없음 | 헬륨-2의 동위 원소 | 무거운 핵종 헬륨-3 |

| 없음 | 헬륨 동위 원소의 붕괴 사슬 | 딸핵종: 2개의 경수소 또는 중수소 |

## 헬륨-6
헬륨-6(Helium-6)는 헬륨의 동위원소 중의 하나이다.

## 헬륨-7
헬륨-7(Helium-7)는 헬륨의 동위원소 중의 하나이다.

## 헬륨-8
헬륨-8(Helium-8)는 헬륨의 동위원소 중의 하나이다.

## 헬륨-9
헬륨-9(Helium-9)는 헬륨의 동위원소 중의 하나이다.

## 헬륨-10
헬륨-10(Helium-10)는 헬륨의 동위원소 중의 하나이다.

## 참조
1. ↑  “보관된 사본”. 2011년 2월 24일에 원본 문서에서 보존된 문서. 2014년 8월 5일에 확인함.
2. ↑  Schewe, Philip F. (2008년 1월 1일). “Martian dunes form in rare bursts”. 《Physics Today》 61 (1): 28–28. doi:10.1063/1.4796630. ISSN 0031-9228.
3. 1 2  Wieser, Michael E.; Coplen, Tyler B. (2016년 3월 13일). “Atomic Weights of the Elements 2009Dedicated to Prof. Kevin J. R. Rosman, expert scientist, former member of IUPAC’s Commission on Isotopic Abundances and Atomic Weights and IUPAC’s Subcommittee for Isotopic Abundance Measurement, and analytical thinker—a long-time friend of and contributor to the Commission on Isotopic Abundances and Atomic Weights”. 2025년 5월 4일에 확인함.
4. 1 2  Meija, Juris; Coplen, Tyler B.; Berglund, Michael; Brand, Willi A.; De Bièvre, Paul; Gröning, Manfred; Holden, Norman E.; Irrgeher, Johanna; Loss, Robert D. (2016년 3월 1일). “Isotopic compositions of the elements 2013 (IUPAC Technical Report)”. 《Pure and Applied Chemistry》 (영어) 88 (3): 293–306. doi:10.1515/pac-2015-0503. ISSN 1365-3075.
5. ↑  Physicists discover new kind of radioactivity 보관됨 2011-04-23 - 웨이백 머신 in physicsworld.com Oct 24, 2000
6. ↑  Decay of a Resonance in 18Ne by the Simultaneous Emission of Two Protons, Physical Review Online Archive, by del Campo, Galindo-Uribarri et al.